# لیلیان لوبروتون
لیلیان لوبروتون (فرانسوی: Lylian Lebreton‎؛ زادهٔ ۶ ژانویهٔ ۱۹۷۲) دوچرخه‌سوار اهل فرانسه است.